# Мерое
Мерое — місто на території сучасного Судану, що стало столицею держави Куш після розорення Напати (Джебель-Баркал) Псамметихом II. Розташовується на східній стороні Нілу між Асуаном і Хартумом. Мова держави — Мероїтська. Культура Мерое перебувала під сильним впливом Стародавнього Єгипту. Мерое успішно протистояло вторгненням римлян, але пало в зв'язку з безперервними рейдами аксумітів в першій чверті IV ст. н. е.

## Історія Мерое
Перші поселення на місці Мерое почали виникати, імовірно, ще в VIII ст. до н. е. Після завоювання Єгипту Ассирією в 671 році до н. е. на території історичної області Куш утворилося царство з центром в місті Напата.
У другій половині VI ст. до н. е. столиця держави була перенесена в Мерое (звідси — Мероїтське царство). Після перенесення столиці Напата зберегла значення релігійного центру. Тут розташовувалися царські гробниці — піраміди, проводилась коронація царів, обрання яких затверджувалося жерцями.
Близько середини III ст. до н. е. цар Мерое Ергамен (Ірк-Амон) поклав кінець політичному впливу напатських жерців, які до того мали можливість понижуватиме неугодних їм царів і висувати кандидатури їх наступників. Збереглися відомості про те, що цар елліністичного Єгипту Птолемей IV і цар Ергамен підтримували постійні дипломатичні зв'язки. З цього часу влада царя, як вважають, стає спадковою, Мерое перетворюється також у релігійний і культурний центр.
У період перського панування в Єгипті Мероїтське царство втратило ряд своїх північних територій. У II—I ст. до н. е. у зв'язку з занепадом політичної могутності держави Птолемеїв і загостренням соціальної боротьби всередині Єгипту Мероїтське царство стало втручатися в єгипетські справи, підтримуючи народні рухи на півдні Єгипту. Коли римляни в 30 р. до н. е. оволоділи Єгиптом і населення Фіваїди намагалося організувати їм відсіч, піднімаючи повстання, загони ефіопів під проводом Кандаки вторглися в Єгипет, але були відкинуті, а єгиптяни втихомирені. В 23 р. до н. е. війська римлян на чолі з префектом Гаєм Петронієм оволоділи Напатою, приєднали північну Ефіопію до римської провінції Єгипет.
З III ст. н. е. царство почало занепадати. На території Мероїтського царства утворилися держави Алва, Мукурра, Нобатія.

## Сучасність
Розкопки Мерое археологами почалися в 1902 р Їх вів в 1909—1914 англійський археолог Дж. Гарстанг, а в 1920—1923 царські некрополі досліджував американський учений Дж. Рейснер. У 2011 р Мерое з розташованими неподалік археологічними зонами Мусавварат-ес-Суфре і Нага було оголошено ЮНЕСКО пам'ятником Світової спадщини людства.

## Топографія міста

План міста Мерое

## Піраміди Мерое
Поховання часів царства Куш розташовані в околицях Мерое в трьох місцях, звані кладовищами Бегаравая (англ. Begarawiyah):
- Південне кладовище з дев'ятьма королівськими пірамідами (п'ять пірамід фараонів і чотири — королев). Крім великих пірамід на цьому кладовищі також знаходяться сто дев'яносто п'ять поховань менших розмірів.
- На Північному кладовищі знаходяться сорок і одна королівська піраміда: тридцять пірамід фараонів, шість пірамід королев і п'ять пірамід членів королівських сімей. Крім пірамід, на цьому кладовищі розташовані ще три поховання.
- Західне кладовище — некоролівські поховання. Всього сто тринадцять могил[2].

### Піраміди Південного кладовища

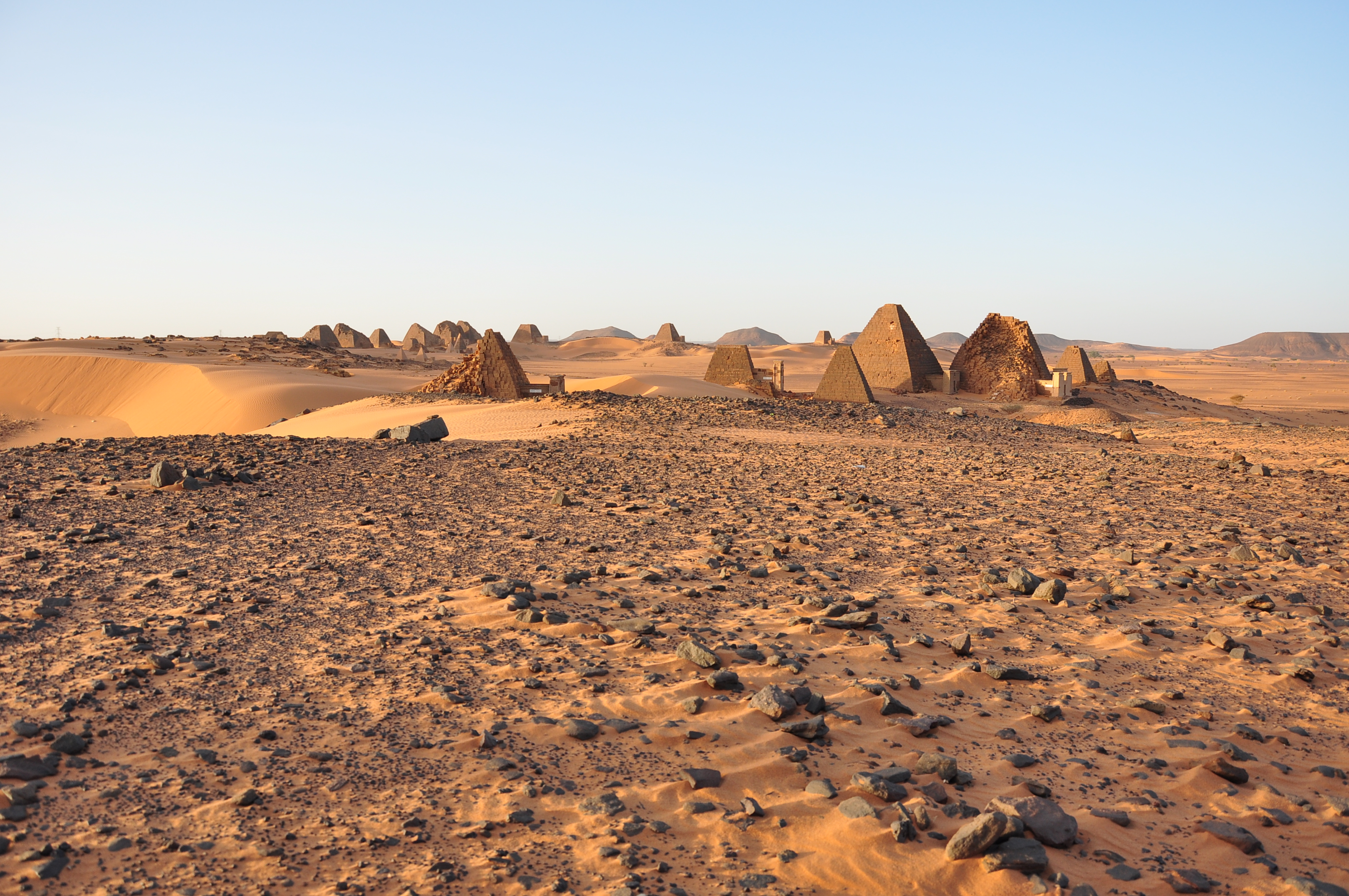
Південне кладовище Мерое

Поховання Південного кладовища датуються 720—300 рр. до н. е. Піраміди Південного кладовища:
- Beg.S 1 — Піраміда королеви (ім'я невідоме)
- Beg.S 2 — Піраміда королеви (ім'я невідоме)
- Beg.S 3 — Піраміда королеви (ім'я невідоме)
- Beg.S 4 — Сестра фараона, мати фараона Кенрет (Салеран (?), Або Салува (?))
- Beg.S 5 — Фараон Анх-нефер-лб-ре Йешруваман (або Амонасрува, або Йешрува-мери-амон)
- Beg.S 6 — Фараон Аманісло, або фараон Аркамані I
- Beg.S 9 — Піраміда королеви (ім'я невідоме)
- Beg.S 10 — Фараон Калка Калталіу
- Beg.S 20 — Принц Ветерікен (?), Син Аманіастабарка, або Сіаспіка
- Beg.S 85 — Принцеса Мернуа, сучасниця (родичка (?)) Фараона Сіаспіка — Аспелта
- Beg.S 500 — Принц Карлбен, син фараона Сіаспіка, або фараона Насахма[3]
- Beg.S 503 — Королева Хенува (часів фараона Настасена

### Піраміди Північного кладовища

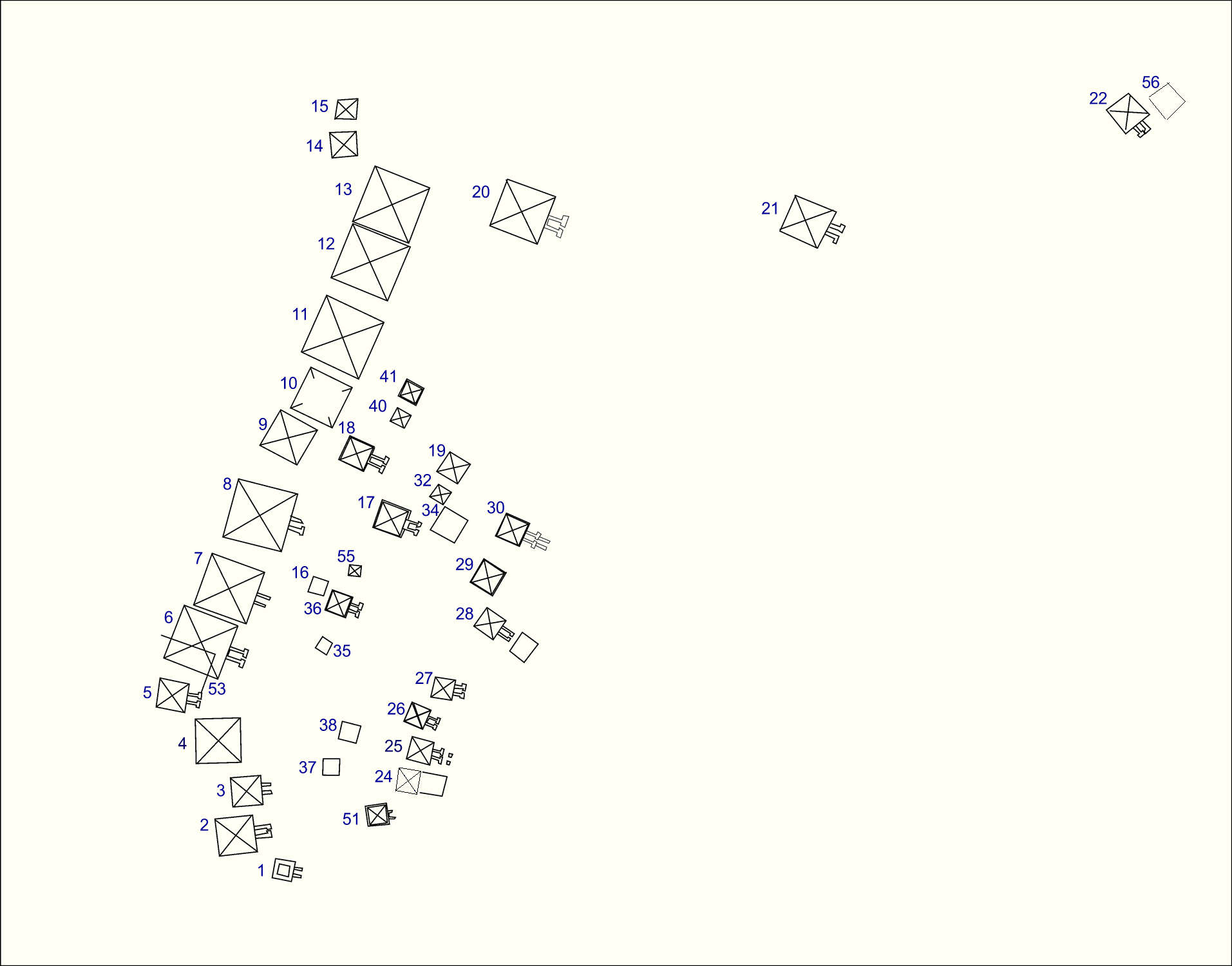
Північне кладовище Мерое

Ймовірно, коли на південному кладовищі закінчилися вільні місця, захоронення продовжилися на північному кладовищі. Королівські поховання північного кладовища датуються 300 рр до н. е. −350 рр. н. е.:
- Beg. N1 — Цариця Куша Аманіторе
- Beg. N2 — Фараон Аманіхабале[4]
- Beg. N3 — Піраміда королеви (ім'я невідоме)
- Beg. N4 — Фараон Аманітек
- Beg. N5 — Принц Аріканкарер, син цариці Аманіторе
- Beg. N6 — Цариця Куша Аманішакете
- Beg. N7 — Фараон Аркамані II
- Beg. N8 — Нахірка (?) (Нехенсан-мери-Ісіс (?))
- Beg. N9 — Фараон Табріко (Адікаламані (?))
- Beg. N10 — Фараон Шеракарер (?)
- Beg. N11 — Королева Нахірка (?) Цариця Шанакдакете (?)
- Beg. N12 — Цариця Куша Шанакдакете
- Beg. N13 — Піраміда фараона (Накрінсан (?))
- Beg. N14 — Піраміда фараона (ім'я невідоме)
- Beg. N15 — Піраміда фараона (ім'я невідоме)
- Beg. N16 — Фараон Ахестем (?)
- Beg. N17 — Фараон Аманітенмеміде, Небмаатре I
- Beg. N18 — Цариця Аманікаташан, Фараон Аманханевел (?), Небмаатре II
- Beg. N19 — Фараон Терікенівал
- Beg. N20 — Піраміда фараона (ім'я невідоме)
- Beg. N21 — Піраміда фараона (ім'я невідоме)
- Beg. N22 — Фараон Натакамані
- Beg. N24 — Піраміда фараона (ім'я невідоме)
- Beg. N25 — Піраміда фараона (ім'я невідоме)
- Beg. N26 — Піраміда королеви (ім'я невідоме)
- Beg. N27 — Піраміда фараона (ім'я невідоме)
- Beg. N28 — Фараон Такідеамані
- Beg. N29 — Фараон Такізермані
- Beg. N30 — Піраміда фараона (ім'я невідоме)
- Beg. N32 — Піраміда королеви (ім'я невідоме)
- Beg. N34 — Фараон Артаніземе, Хепаркаре III
- Beg. N35 — Манітерара (зе), Терарамані
- Beg. N36 — Піраміда фараона (ім'я невідоме)
- Beg. N37 — невідомо
- Beg. N38 — Піраміда фараона (ім'я невідоме)
- Beg. N40 — Піраміда фараона (ім'я невідоме)
- Beg. N41 — Піраміда фараона (ім'я невідоме)
- Beg. N51 — Піраміда фараона (ім'я невідоме)
- Beg. N52 — невідомо
- Beg. N53 — Піраміда фараона (ім'я невідоме)
- Beg. N55 — невідомо
- Beg. N56 — Піраміда принца (ім'я невідоме)

## Галерея

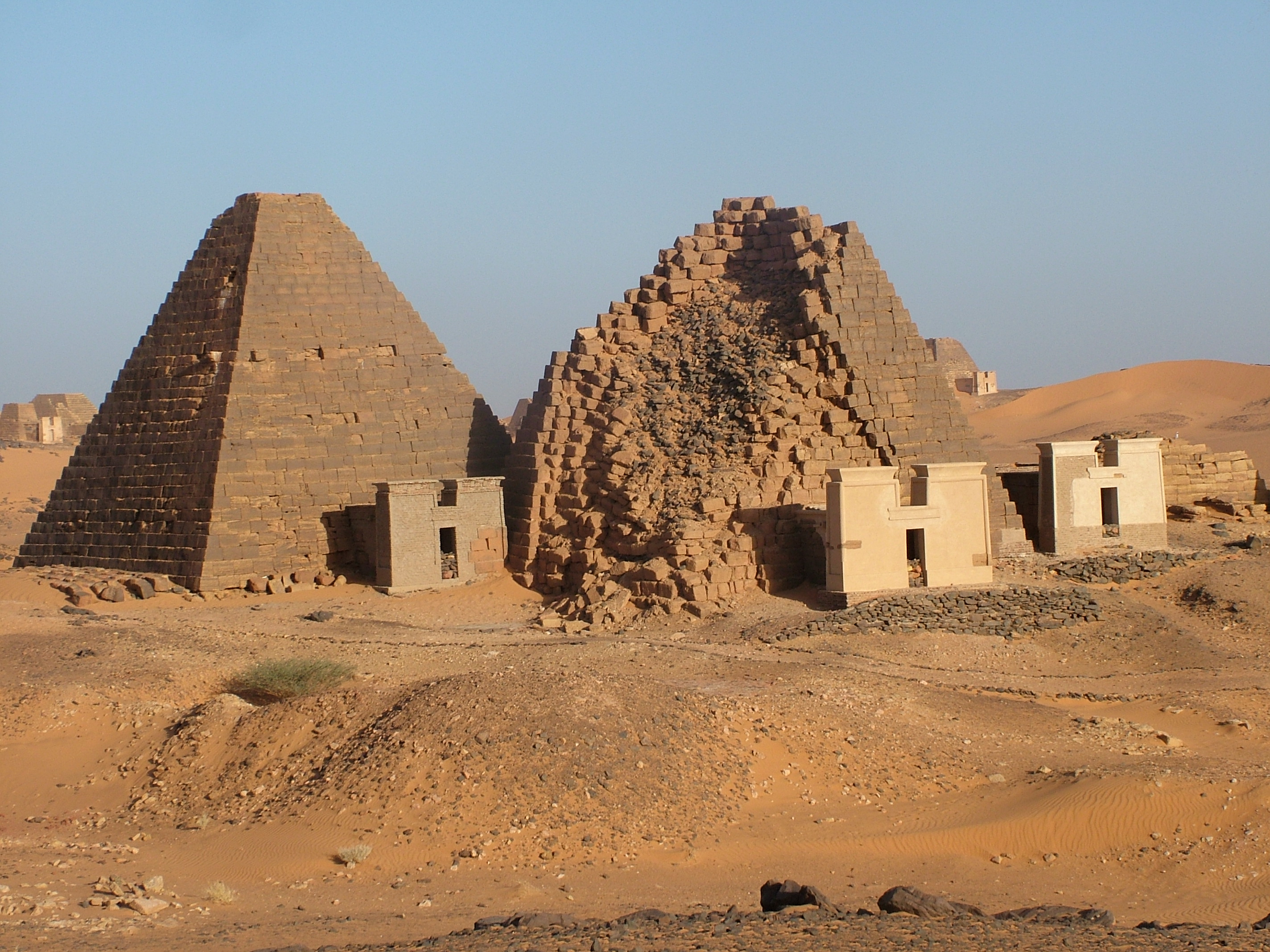
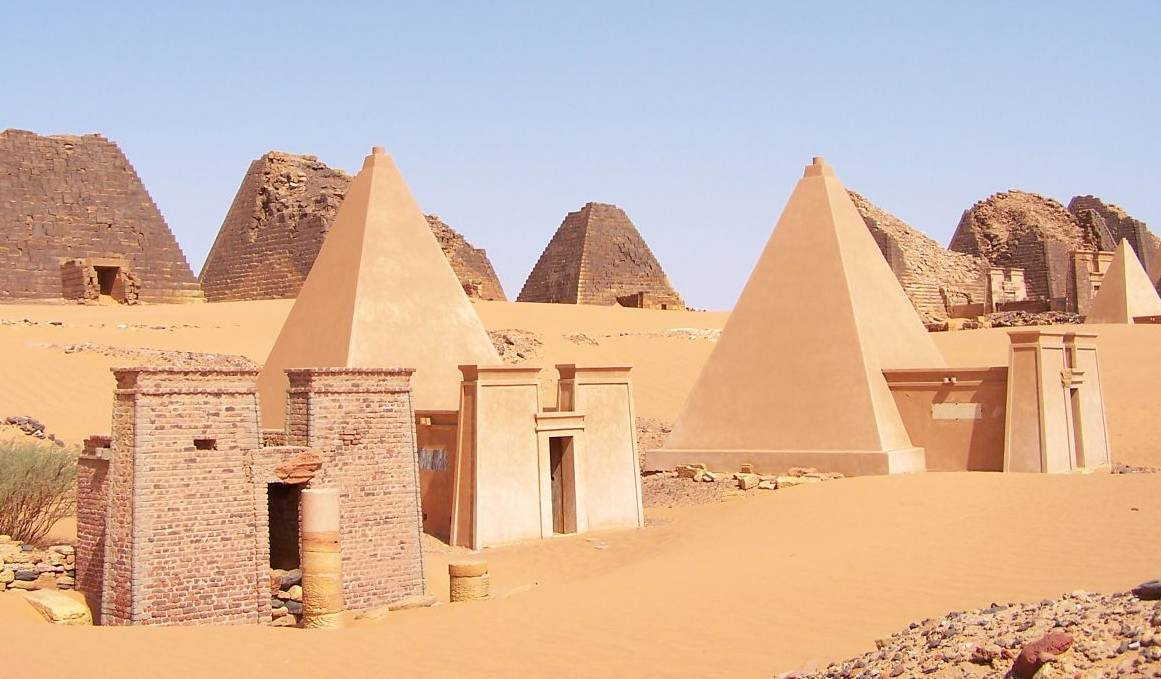
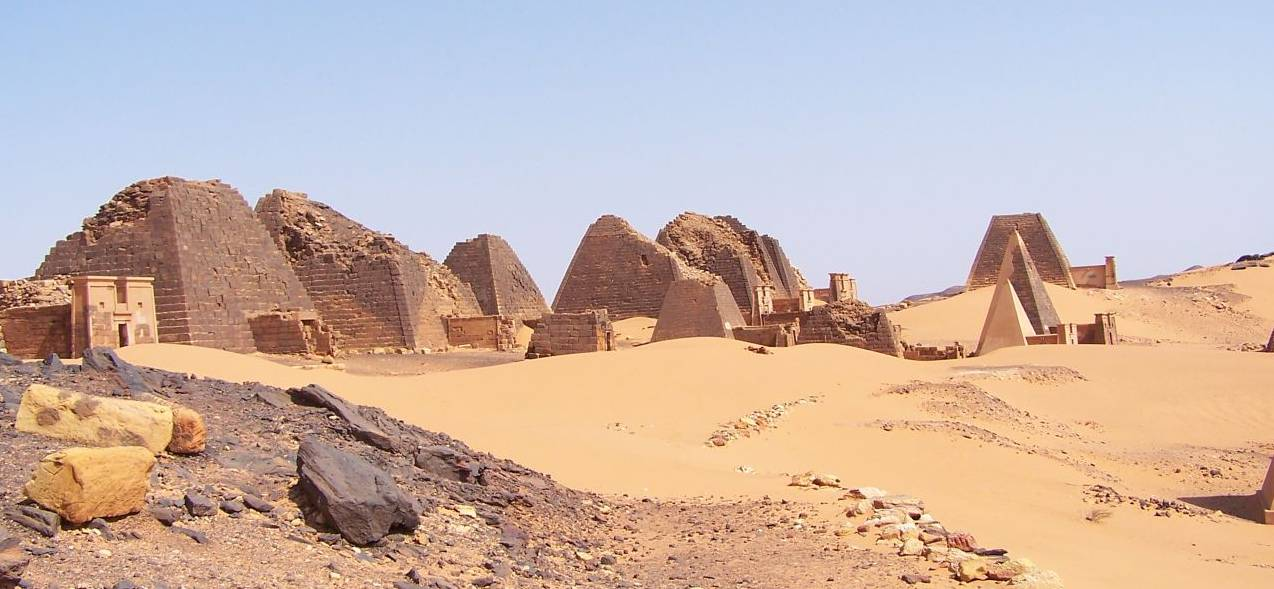
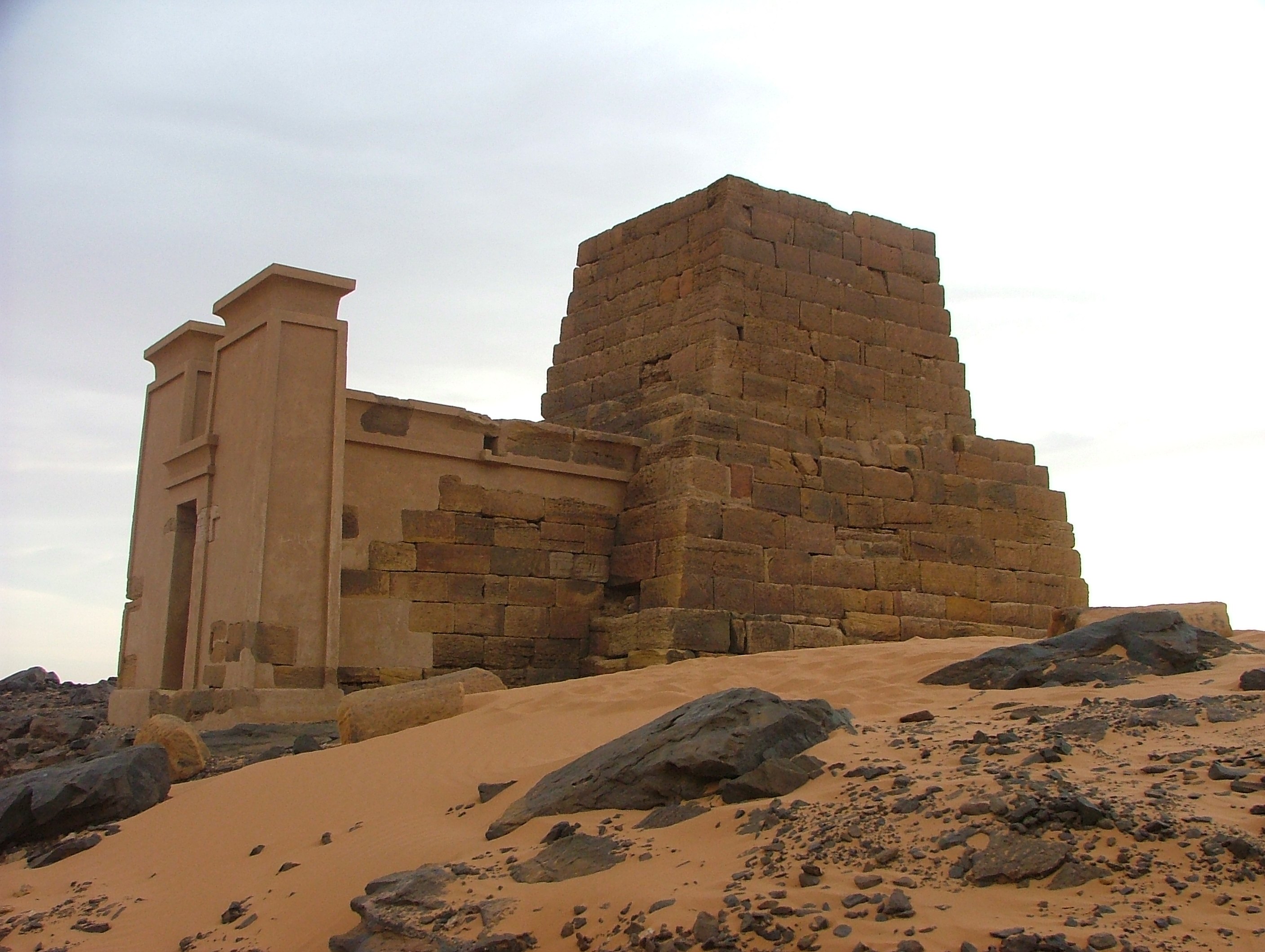
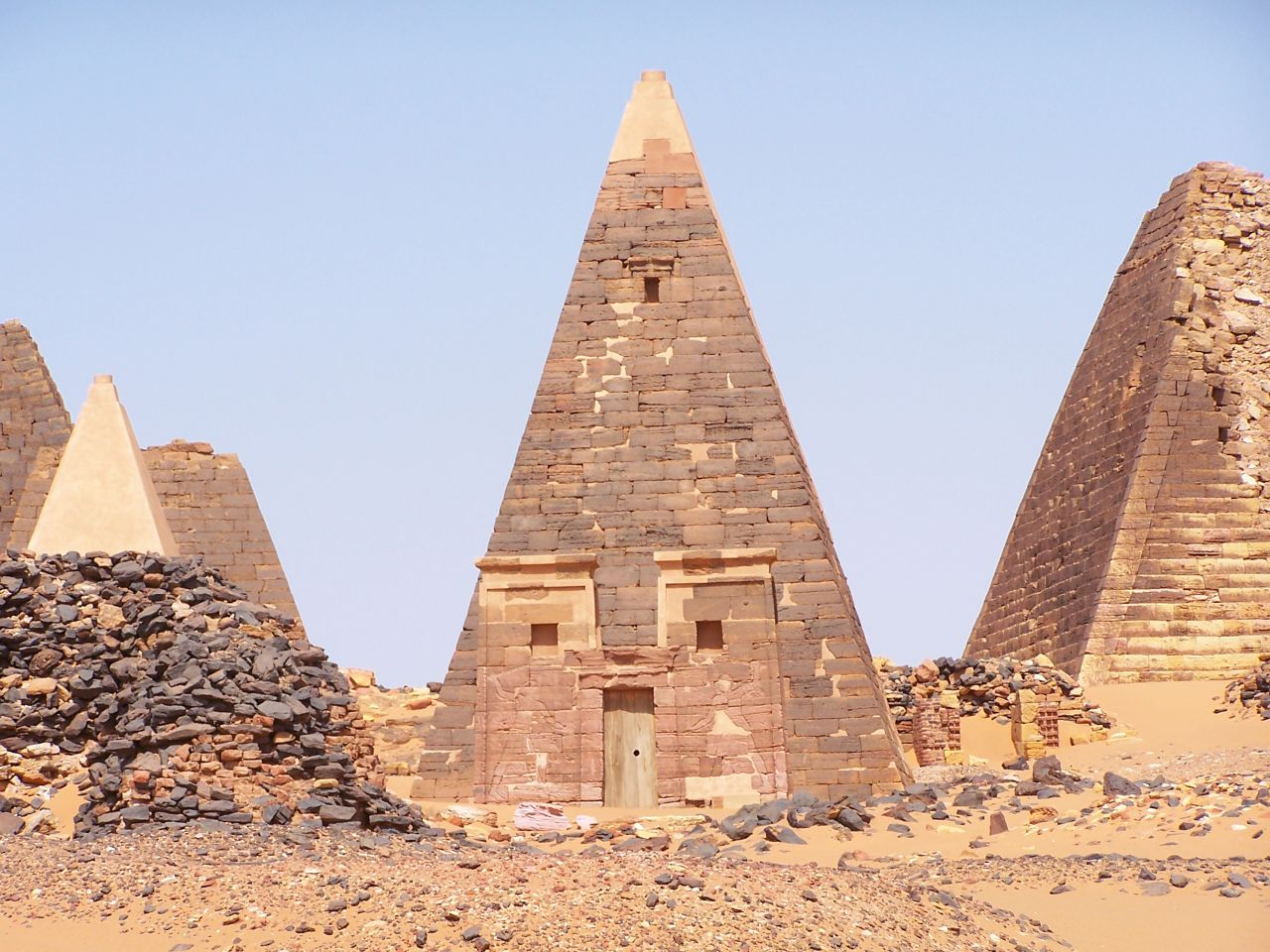
піраміди Мерое, Судан
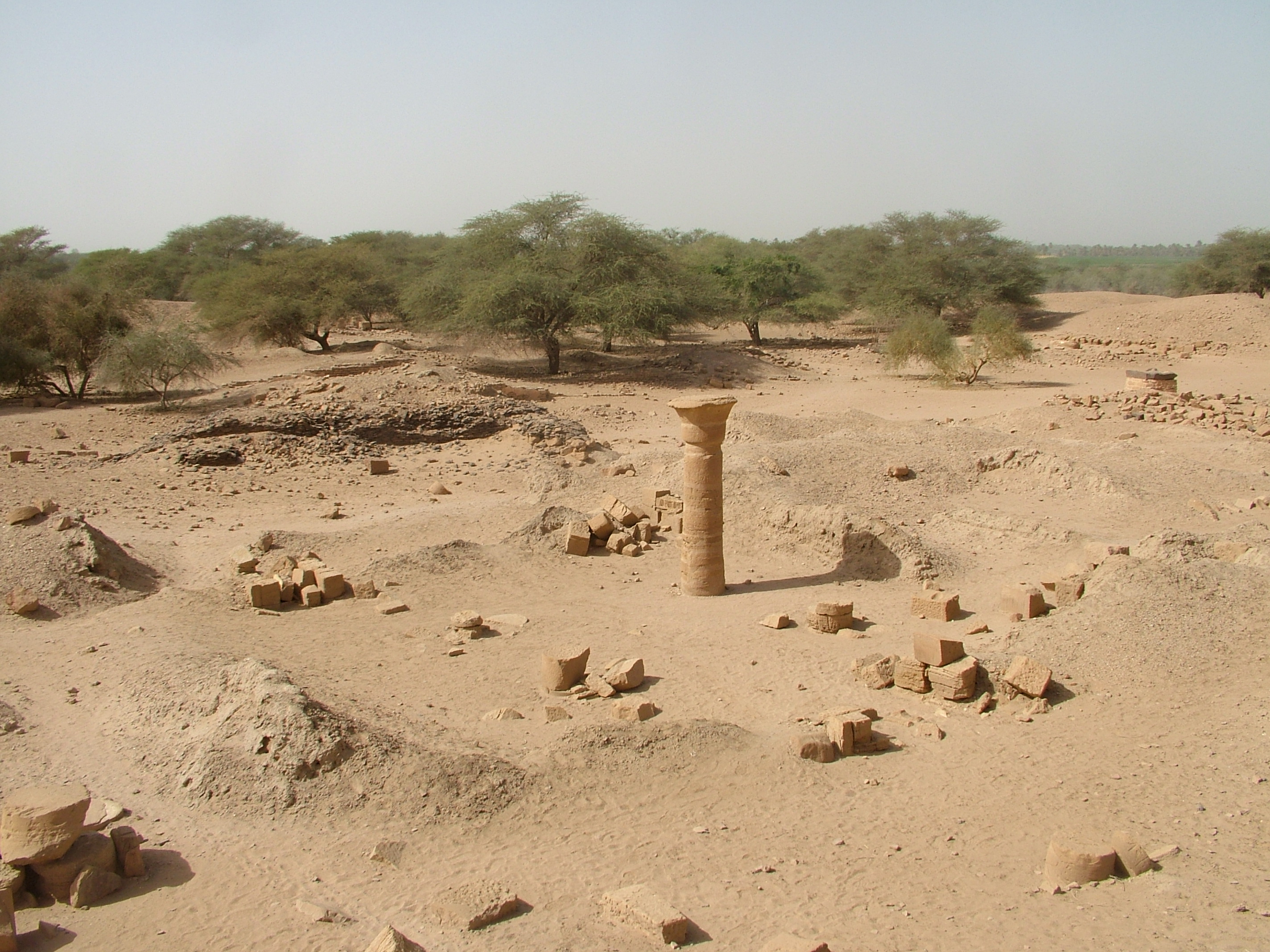